# Пешице
Пешице (пол. Pieszyce, нем. Peterswaldau)  —  город  в Польше, входит в Нижнесилезское воеводство,  Дзержонювский повят.  Имеет статус городской гмины. Занимает площадь 63,6 км². По данным на 31 марта 2011 года, город имел население 9689 жителей.

### История
- Деревня была основана в качестве сельскохозяйственного поселения в тринадцатом веке. Рабочий, а также административный центр крупной земельной собственности.
- В начале восемнадцатого века, производство и позже ткацкое завод по обработке хлопка страсти.
- В 1844 году в Белява и Пешице взорвалось восстание ткачей , охватившего всю Форленд .
- Во второй половине XIX века видел дальнейшее развитие местной текстильной промышленности.
- В 1900 году он открыл железнодорожное сообщение от Dzierzoniow.
- В 1946 году город был включен в состав вновь образованной провинции Вроцлава в польской послевоенной, под названием Пешице
- 18 июля 1962 г. стал городом.
- В годы 1975-1998 город административно принадлежала провинции Валбжихских .

### ФилиалГросс-Розен
Во время Второй мировой войны деревня была филиалом концлагеря Гросс-Розен.

### Религия
Большинство жителей города являются членами Римско - католической церкви . В религиозной деятельности города также ведет церковь пятидесятников , протестантскую общину природы Евангелия и собрание Свидетелей Иеговы.

### Города-побратимы
- Шортенс
- Свеце